# Ernemont-Boutavent
Ernemont-Boutavent è un comune francese di 195 abitanti situato nel dipartimento dell'Oise della regione dell'Alta Francia.

## Società

### Evoluzione demografica
Abitanti censiti